# 奧森樂隊
奧森樂隊（Orson）是美國的一支搖滾樂隊，他們于2000年在加利福尼亞的好萊塢組建。樂隊的專輯Bright Idea曾登上英國專輯排行榜首位，并獲得全英音樂獎。

## 外部連結
- MySpace profile （页面存档备份，存于）
- The Official Unofficial Website